# Funció de Landau
En matemàtiques, la funció de Landau g(n), que rep el nom del matemàtic Edmund Landau, es defineix per a tot nombre natural n per ser l'ordre més gran d'un element del grup simètric Sn. De manera equivalent, g(n) és el mínim comú múltiple (mcm) més gran de qualsevol partició de n, o el nombre màxim de vegades que una permutació de n elements es pot aplicar recursivament sobre si mateixa abans de tornar a la seva seqüència inicial.
Per exemple, 5 = 2 + 3 i mcm(2,3) = 6. Cap altra partició de 5 produeix un mcm més gran, de manera que g (5) = 6. Un element d'ordre 6 del grup S5 es pot escriure en notació de cicle com a (1 2) (3 4 5). Tingueu en compte que el mateix argument s'aplica al nombre 6, és a dir, g (6) = 6. Hi ha seqüències arbitràriament llargues de nombres consecutius n, n + 1,... , n + m on la funció g és constant.
La seqüència entera g (0) = 1, g (1) = 1, g (2) = 2, g (3) = 3, g (4) = 4, g (5) = 6, g (6) = 6, g (7) = 12, g (8) = 15, ... (successió A000793 a l'OEIS) rep el nom d'Edmund Landau, qui va demostrar el 1902 que
{\displaystyle \lim _{n\to \infty }{\frac {\ln(g(n))}{\sqrt {n\ln(n)}}}=1}
(on ln denota el logaritme natural). De manera equivalent (utilitzant la notació de Landau), {\displaystyle g(n)=e^{(1+o(1)){\sqrt {n\ln n}}}} .
Més concretament,
{\displaystyle \ln g(n)={\sqrt {n\ln n}}\left(1+{\frac {\ln \ln n-1}{2\ln n}}-{\frac {(\ln \ln n)^{2}-6\ln \ln n+9}{8(\ln n)^{2}}}+O\left(\left({\frac {\ln \ln n}{\ln n}}\right)^{3}\right)\right).}
Si {\displaystyle \pi (x)-\operatorname {Li} (x)=O(R(x))}, on {\displaystyle \pi } denota la funció de recompte de nombre primers, {\displaystyle \operatorname {Li} } la funció integral logarítmica amb inversa {\displaystyle \operatorname {Li} ^{-1}}, i podem prendre {\displaystyle R(x)=x\exp {\bigl (}-c(\ln x)^{3/5}(\ln \ln x)^{-1/5}{\bigr )}} per a una constant c > 0 segons Ford, aleshores
{\displaystyle \ln g(n)={\sqrt {\operatorname {Li} ^{-1}(n)}}+O{\bigl (}R({\sqrt {n\ln n}})\ln n{\bigr )}.}
La condició que
{\displaystyle \ln g(n)<{\sqrt {\mathrm {Li} ^{-1}(n)}}}
per a n prou gran és equivalent a la hipòtesi de Riemann.
Es pot demostrar que
{\displaystyle g(n)\leq e^{n/e}}
amb l'única igualtat entre les funcions a n = 0, i de fet
{\displaystyle g(n)\leq \exp \left(1.05314{\sqrt {n\ln n}}\right).}